# Num-Taste

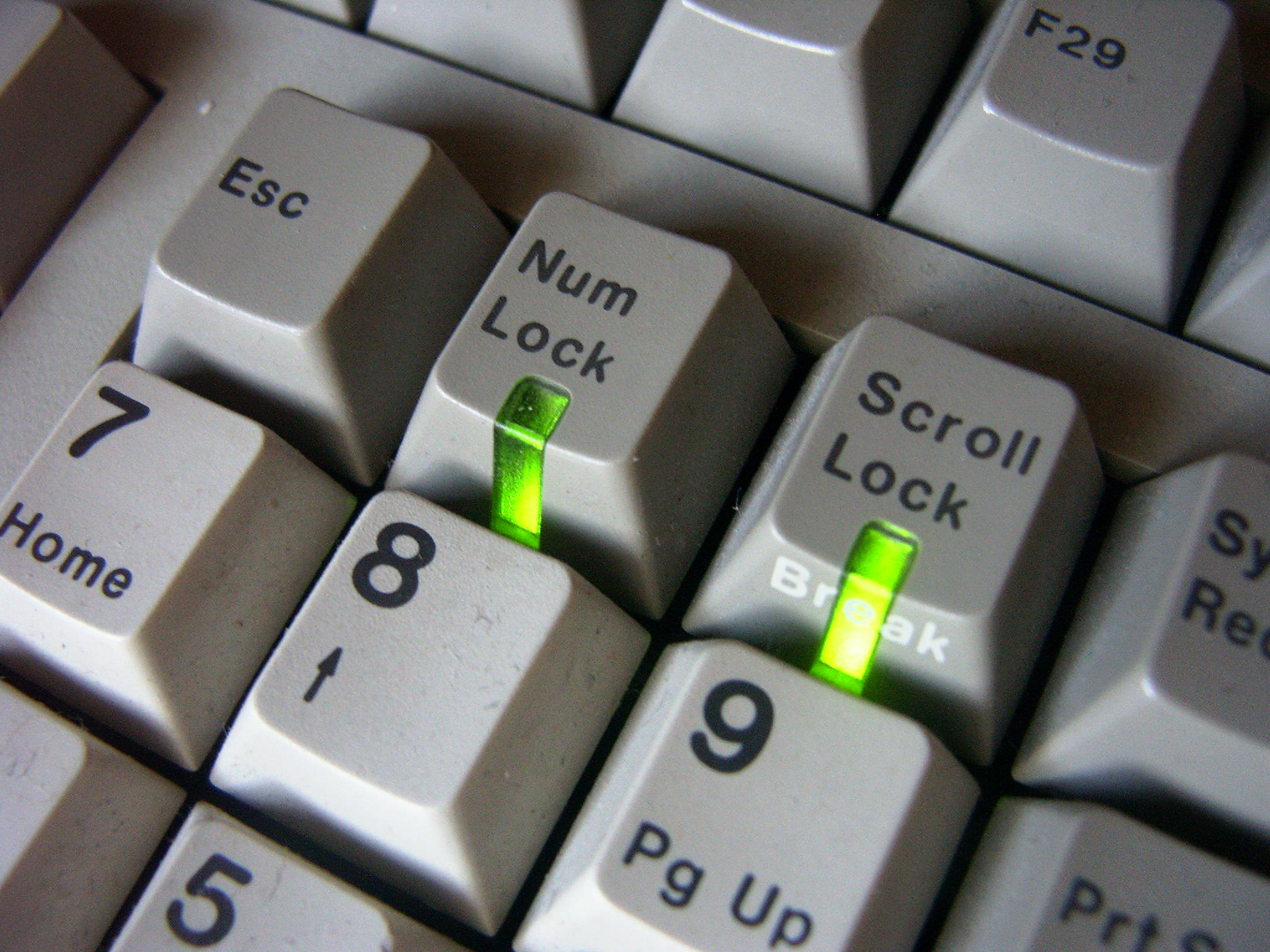
Eine Num-Taste mit integrierter LED

Die Num-Taste oder Num-Lock-Taste ist eine Taste auf einer Computertastatur. Sie befindet sich links oben am Ziffernblock. Sie wurde speziell für den IBM PC eingeführt und existiert daher nicht auf jeder Tastatur.

## Zweck
Die Num-Lock-Taste ist eine Feststelltaste ähnlich der Rollen-Taste oder der Umschaltsperre. Ihr Zustand wird meist durch ein kleines LED-Lämpchen dargestellt, bei manchen Notebooks auch auf einem LCD. Wenn sie eingeschaltet ist, kann der Ziffernblock zur Eingabe von Ziffern verwendet werden; ist sie ausgeschaltet, kann der Cursor mit dem Ziffernblock gesteuert werden.

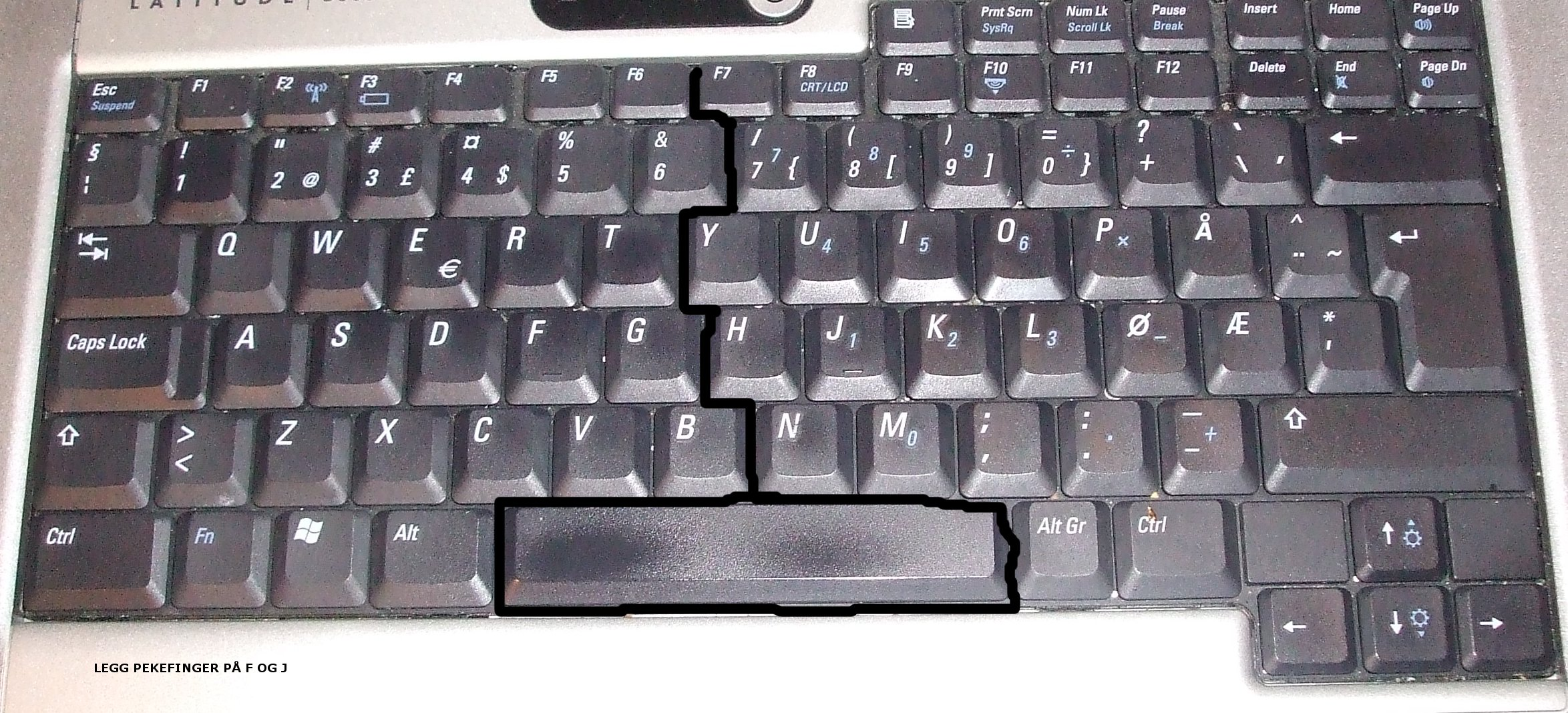
Die Doppelbelegung der Tasten u, i, p, k, l, ö, m ist hier in hellblau beschriftet

Auf schmaleren Tastaturen (wie bei kleinen Laptops üblich) ist häufig kein Platz für einen Ziffernblock. In diesem Fall schaltet die Num-Lock-Taste einige Buchstaben-Tasten um, so dass sie (zur schnellen Zahleneingabe) als Ziffernblock genutzt werden können. Die alternativ aktiven Zeichen sind meist auf den Tasten in einer anderen Farbe markiert (siehe Bild). 
Mit der Tastenkombination Linke Umschalttaste + Linke Alt-Taste + Num-Lock kann unter Windows und in einigen anderen Betriebssystemen die Tastaturmaus an- oder ausgeschaltet werden.

## Ursprung
Die ursprüngliche Tastatur des IBM PC hatte lediglich 83 Tasten. Daher hatte sie keinen separaten Cursorblock, und stattdessen konnte der Ziffernblock wahlweise zur Zahleneingabe (Num-Lock ein) oder als Cursorblock verwendet werden (Num-Lock aus); dabei werden aus den Tasten 4, 8, 6 und 2 beispielsweise die vier Richtungstasten, und aus 1 wird die Ende-Taste usw.
Spätere Tastaturen hatten einen separaten Cursorblock, doch statt nun die Num-Lock-Taste einzusparen, wie es logisch gewesen wäre, wurde sie beibehalten, und nun konnte man aus dem Ziffernblock einen zweiten Cursorblock machen.

## Kritik
Häufig wird die Num-Taste als ein Anachronismus wahrgenommen – PC-Tastaturen ohne den separaten Cursorblock, die sie benötigten, waren nur fünf Jahre lang der Standard, während seitdem bis heute über 20 Jahre vergangen sind.
Der „normale“ Zustand einer Feststelltaste wird gewöhnlich durch ein ausgeschaltetes Lämpchen signalisiert, wie bei der Umschaltsperre oder der Rollen-Taste; bei Num-Lock ist es aber seit 1986 umgekehrt, da dort (zumindest auf Desktop-Computern) der eingeschaltete Zustand der Normalzustand ist. Manche Windows-Computer starten ohne Num-Lock, das heißt mit ausgeschaltetem Lämpchen, bei einigen kann der Zustand im BIOS konfiguriert werden, um dann gegebenenfalls beim Start des Betriebssystems von diesem wieder geändert zu werden. Neuere Windows-Versionen merken sich beim Herunterfahren den derzeitigen Zustand der Taste und stellen diesen beim nächsten Systemstart wieder her.
Ein falscher Zustand führt schnell zu Verwirrung und Fehleingaben. Gerade auf Notebooks muss man auf den Status der Num-Lock-Taste achten, denn die Funktion wurde exakt übernommen: aktiver Num-Lock liefert Zahlen, inaktiver Num-Lock liefert die Buchstaben. Dies ist ein Problem bei gelegentlicher Nutzung einer vollen Tastatur an diesen Mobilgeräten. Ohne externe Tastatur muss Num-Lock AUS sein, um die Buchstaben schreiben zu können; mit externer Tastatur möchte man die Zahlen des Ziffernblocks nutzen und benötigt daher Num-Lock AN.